# Emiel Faingnaert

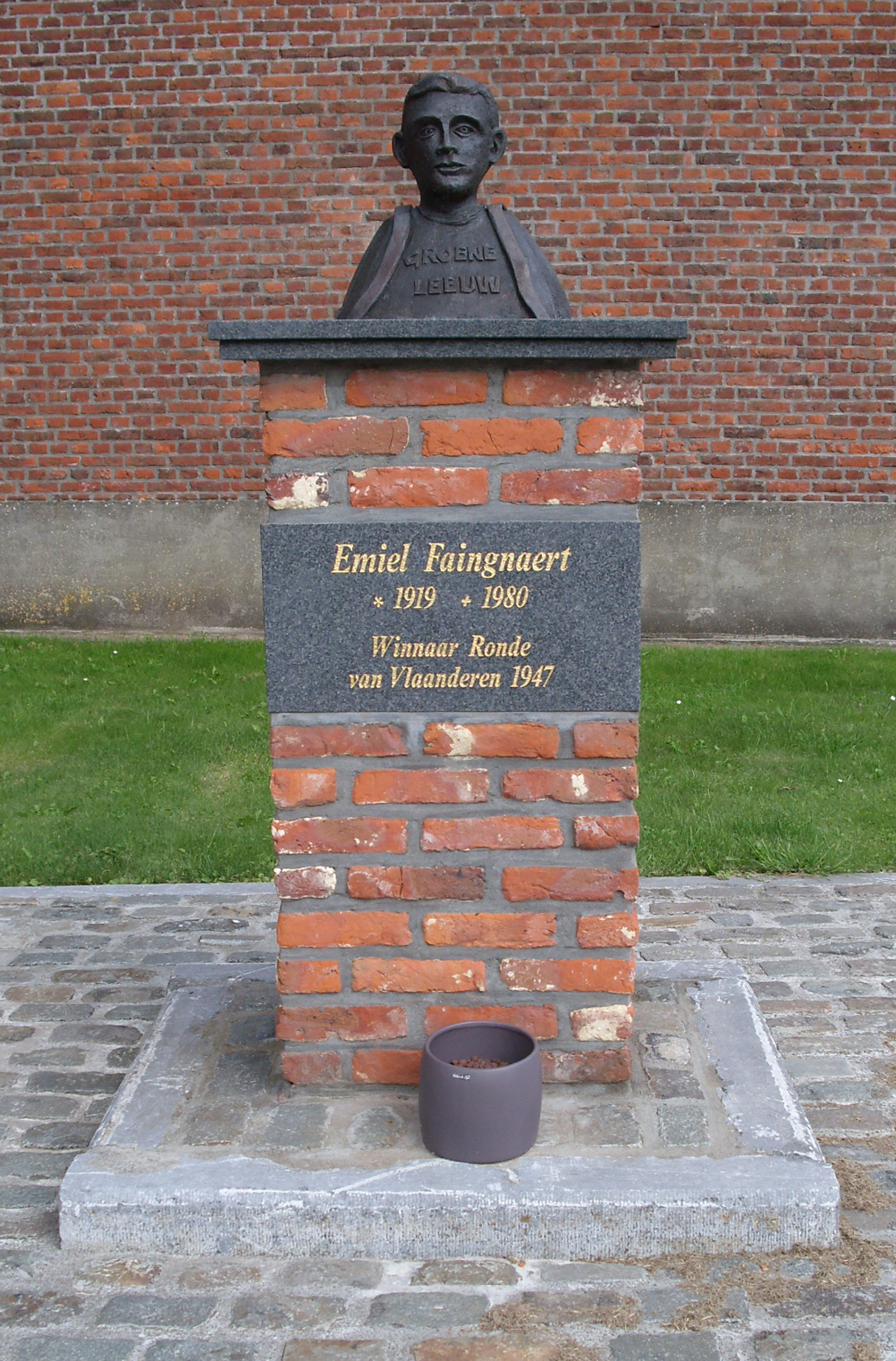
Denkmal für Emiel Faingnaert in Sint-Martens-Lierde

Emiel Faingnaert (* 10. März 1919 in Sint-Martens-Lierde; † 10. Mai 1980 in Gent) war ein belgischer Radrennfahrer.
Er war Berufsfahrer von 1940 bis 1950. 1941 siegte er im Grote Prijs Stad Sint-Niklaas. 1943 gewann er Antwerpen–Gent–Antwerpen. Sein größter Erfolg gelang ihm 1947, als er die Flandern-Rundfahrt gewinnen konnte. Im selben Jahr kam er beim Omloop Het Nieuwsblad auf den zweiten Platz hinter Albert Sercu. Insgesamt konnte er 27 Radrennen gewinnen. 
In seinem Heimatort wurde ein Denkmal für ihn aufgestellt, 2007 wurde dort die Ausstellung Emiel Faingnaert en zijn tijd gezeigt.